# Hyūga
Hyūga (jap. 日向市 Hyūga-shi) – miasto i port w Japonii, w prefekturze Miyazaki, na wyspie Kiusiu.

## Położenie
Miasto leży we wschodniej części wyspy Kiusiu u ujścia rzeki Omaru, nad Oceanem Spokojnym. Najwyżej położonym miejscem jest góra Yoneno. Hyūga graniczy z miasteczkami Kadokawa, Misato, Tsuno i Kijō.

## Historia
- Hyūga otrzymało status miasta 1 kwietnia 1951 roku.
- 25 Iutego 2006 do miasta przyłączyło się miasteczko Togo.